# Safinaz
Sofinar Grigoryan (armenisch Ծովինար Գրիգորեան), bekannt unter ihrem Künstlernamen Safinaz (arabisch صافيناز, DMG Ṣāfīnāz), (geb. am 20. Dezember 1983) ist eine armenische Bauchtänzerin russischer Herkunft, die ab 2013 in Ägypten enorme Popularität erlangte.

## Leben

### Tanzkarriere und Durchbruch in Ägypten
Die russischstämmige Armenierin Sofinar Grigoryan arbeitete zunächst als Balletttänzerin, wandte sich aufgrund ihrer Liebe zu arabischer Musik jedoch dem Bauchtanz zu. In Ägypten trat sie als Bauchtänzerin und einigen mit dem Satelliten-Sender Dalaa produzierten Musikvideos auf. 2013 erlangte sie enorme Berühmtheit in Ägypten nachdem sie als Tänzerin in dem Film El Ashash (القشاش) auftrat. 2014 führte sie in Ägypten die Liste der am meisten auf Google gesuchten Personen an. Auf ihrem Instagram-Profil verzeichnet sie 2,1 Millionen Follower.

### Flaggen-Affäre 2015
Im Juni 2014 führte der ägyptische Interimspräsident Adli Mansur ein Gesetz ein, das die Beleidigung der ägyptischen Nationalflagge mit einer Höchststrafe von einem Jahr Gefängnis und einer Geldstrafe von 30.000 ägyptischen Pfund (damals etwa 4.000 US-Dollar) belegte. Im gleichen Jahr wurde Grigoryan von der ägyptischen Staatsanwaltschaft zu einem Verhör vorgeladen, weil sie angeblich Ägypten und das ägyptische Volk beleidigt hatte, indem sie in einem Hotel ein Tanzkostüm getragen hatte, das der ägyptischen Nationalflagge nachempfunden war. Im März 2015 wurde Grigoryan von der Tourismuspolizei im ägyptischen Gouvernement Giza verhaftet, weil sie angeblich ein Bauchtanzkostüm in den Farben der ägyptischen Flagge getragen und diese damit verunglimpft habe. Wenige Stunden nach der Verhaftung wurde sie gegen eine Kaution von 20.000 EGP (damals 2.620 US-Dollar) freigelassen. Schließlich kam es im August 2015 zu einem Gerichtsprozess, bei dem Grigoryan sich rechtfertigte, sie habe ihr Tanz-Kostüm aus „Liebe zu Land und Leuten“ der ägyptischen Flagge nachempfunden und es in keiner Weise beleidigen wollte. Im August 2015 wurde sie zu sechs Monaten Haft und einer Geldstrafe von 15.000 ägyptischen Pfund verurteilt. Ende September 2015 wurde sie in höherer Instanz des Vorwurfs der Beleidigung der ägyptischen Flagge freigesprochen und die sechsmonatige Haftstrafe aufgehoben. Grigoryans Verteidiger beschuldigte den Besitzer des Hotels, wo der Auftritt stattfand, die Vorwürfe der Beleidigung gegen seine Mandantin erfunden zu haben, nachdem er sich gegen die Bezahlung der Tänzerin ausgesprochen und den Vertrag gekündigt hatte.

### Bikini-Affäre 2019
Im August 2019 wurde Grigoryan in Ägypten der „Anstiftung zur Ausschweifung“ beschuldigt. Sie war vorherigen Juli in einem Baderessort an der Nordküste Ägyptens aufgetreten, wobei zwei Frauen im Bikini zu ihr auf die Bühne kamen und mit ihr tanzten. Aufnahmen verbreiteten sich im Internet. Der Vorsitzender der ägyptischen Zensurbehörde forderte die Ausstellung eines offiziellen Berichts mit der Beschuldigung der „Anstiftung zur Ausschweifung“. Bei einer offiziellen Verurteilung drohten der Tänzerin bis zu drei Jahre Haft und die Ausweisung. Grigoryan verwahrte sich der Vorwürfe, sie habe sich an sämtliche Regeln und den Dresscode für ihre Kostüme gehalten und könne nicht für das Verhalten der beiden Frauen verantwortlich gemacht werden.

## Filmografie
- 2013:  El Ashash (القشاش)
- 2014: Salem Abu Ukhtuh
- 2014: Omar we Salwa
- 2016: Talatin Yom fi el-Izz